# Eclipse lunar de mayo de 2021
| Eclipse total de luna 26 de mayo de 2021                                   | Eclipse total de luna 26 de mayo de 2021 |
| -------------------------------------------------------------------------- | ---------------------------------------- |
| Previo                                                                     | Eclipse \| Eclipse total \| Saros        |
| Posterior                                                                  | Eclipse \| Eclipse total \| Saros        |
| Eclipse lunar, Mountain View, California, 11:23 UTC                        |                                          |
| La Luna pasando de derecha a izquierda a través de la sombra de la Tierra. |                                          |
| Gamma                                                                      | 0.4774                                   |
| Magnitud                                                                   | 1.0095                                   |
| Saros                                                                      | 121 (55 de 82)                           |
| Duración (h:min:s)                                                         |                                          |
| Total                                                                      | 00:14:30                                 |
| Parcial                                                                    | 03:07:25                                 |
| Penumbra                                                                   | 05:02:02                                 |
| Contactos                                                                  |                                          |
| P1                                                                         | 08:47:39 UTC                             |
| U1                                                                         | 09:44:57 UTC                             |
| U2                                                                         | 11:11:26 UTC                             |
| Máximo                                                                     | 11:18:40 UTC                             |
| U3                                                                         | 11:25:54 UTC                             |
| U4                                                                         | 12:52:22 UTC                             |
| P4                                                                         | 13:49:41 UTC                             |

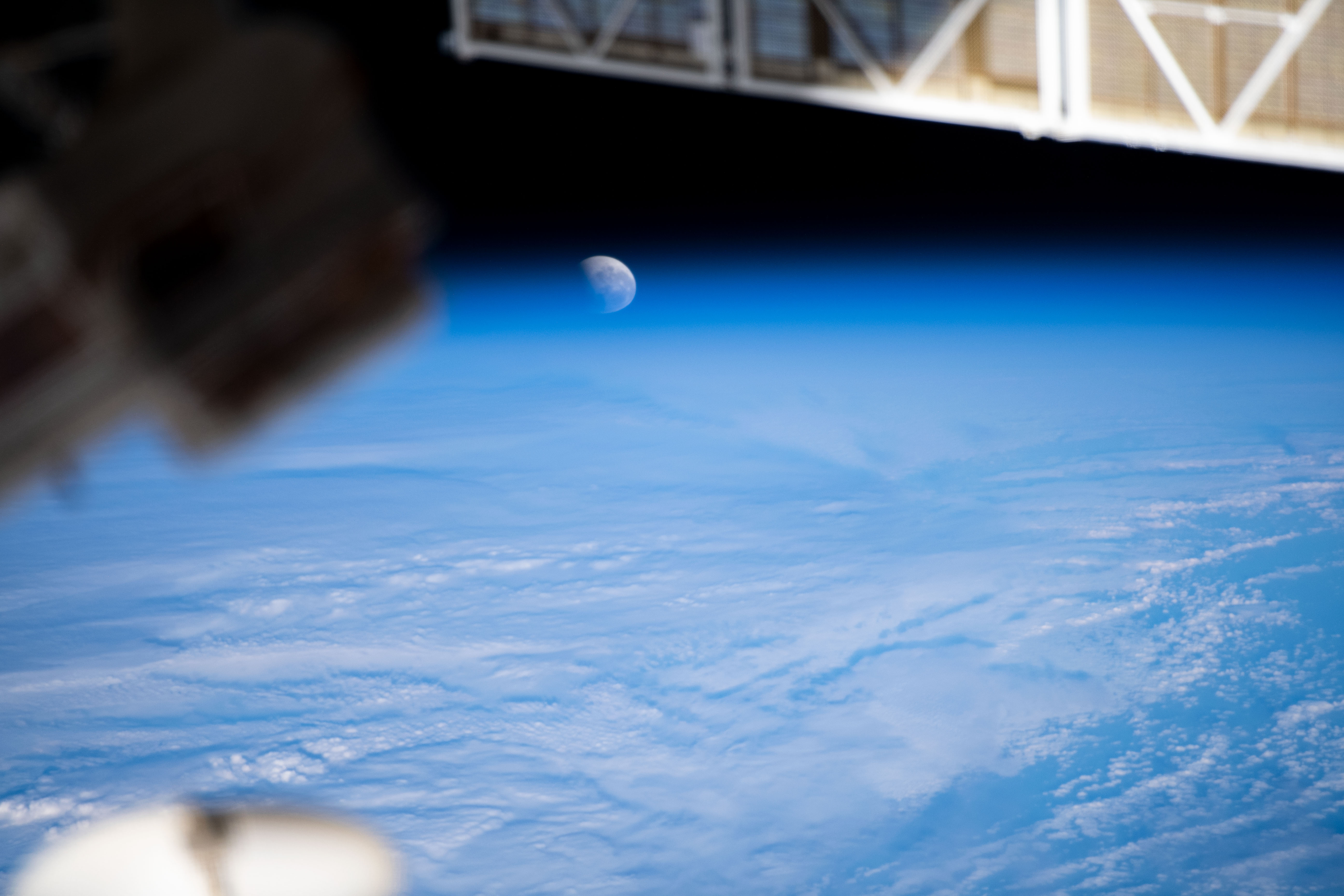
La Luna fotografiada durante un eclipse lunar de mayo de 2021, y en intersección con el horizonte de la Tierra, se ve desde la Estación Espacial Internacional durante un recorrido orbital de noroeste a sureste a 263 millas sobre el Océano Pacífico. El disco lunar presenta una deformación debido a la refracción atmosférica.

Un eclipse lunar total ocurrió el 26 de mayo del 2021, siendo el primero de los dos eclipses lunares de 2021 y siendo el único eclipse total de luna de 2021. El siguiente fue el 19 de noviembre de 2021 siendo eclipse parcial; y el siguiente eclipse total no ocurrió hasta el 16 de mayo de 2022.

## Visualización

### Mapa
El siguiente mapa muestra las regiones desde las cuales fue posible ver el eclipse. En gris oscuro, las zonas que no observaron el eclipse; en blanco, las que sí lo vieron; y en gris claro, las regiones que pudieron ver el eclipse durante la salida o puesta de la luna.

### Perspectiva de la Luna

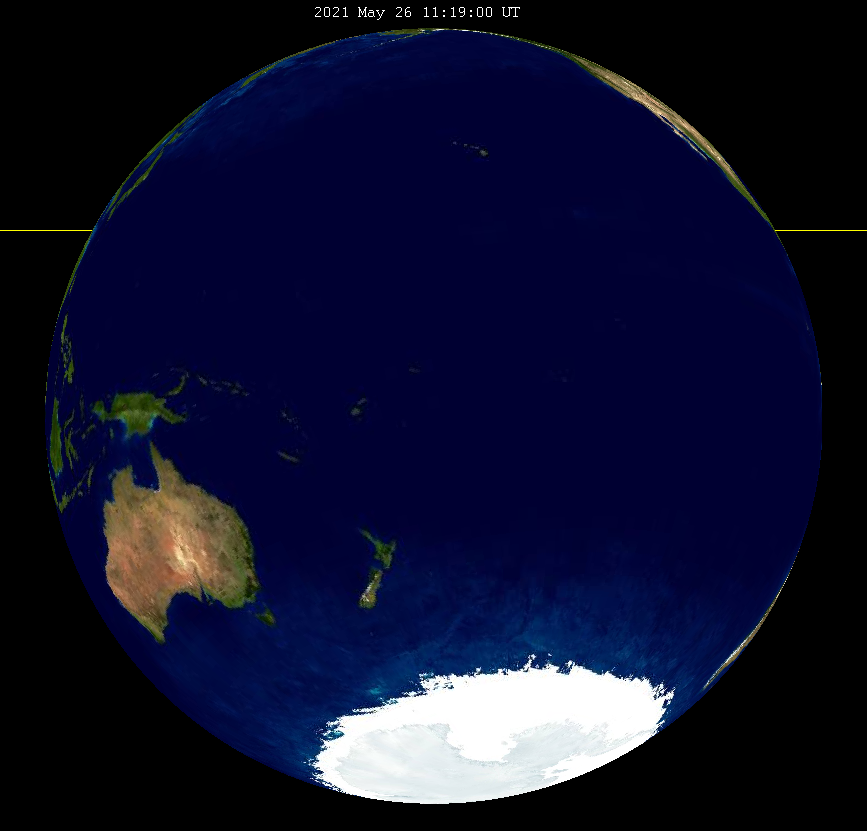
Esta simulación muestra la perspectiva desde la Luna al momento máximo del eclipse. El fenómeno fue visible sobre el Océano Pacífico, Oceanía, Asia y partes de Norteamérica.

## Galería

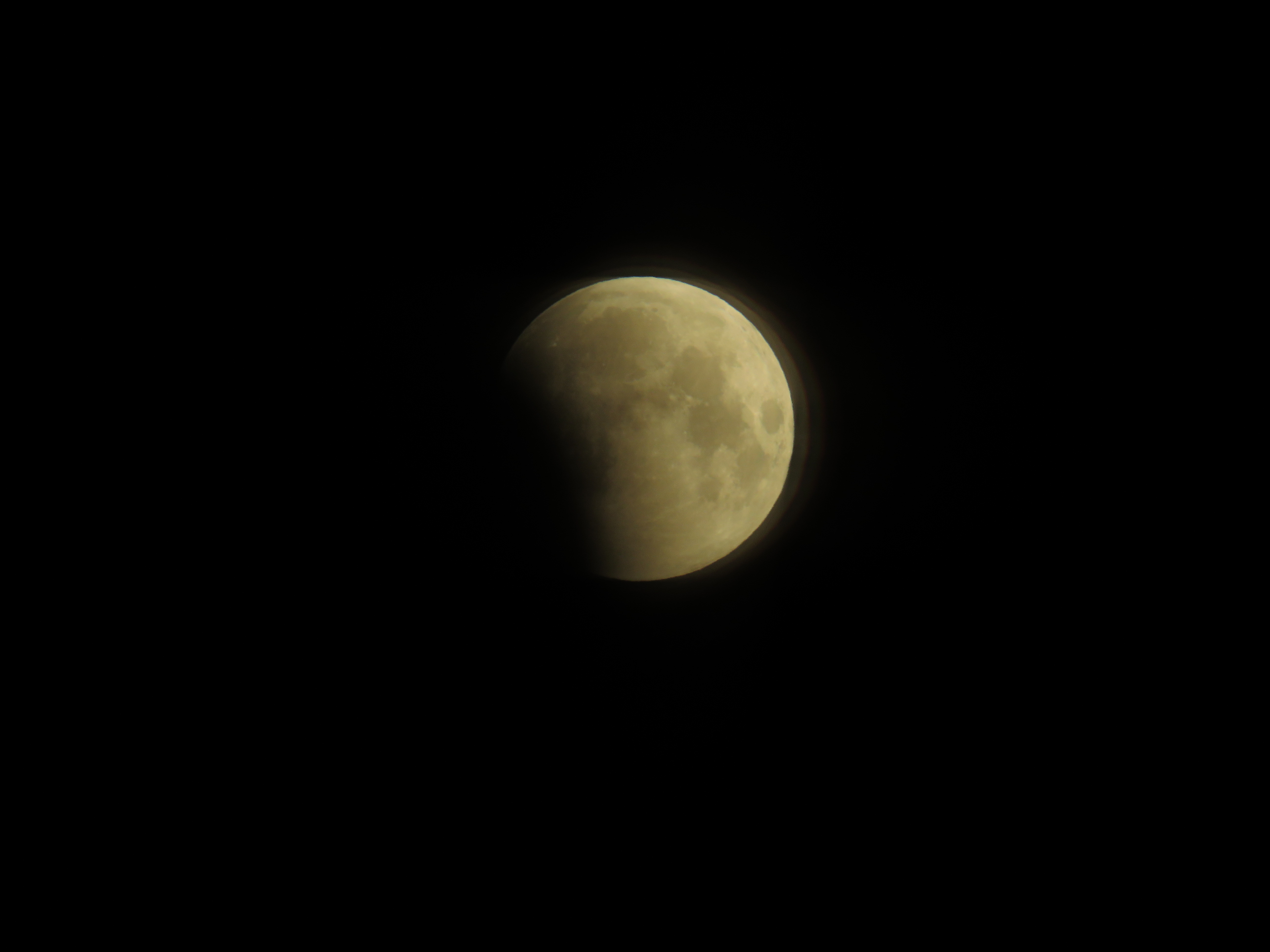
9:56 UTC
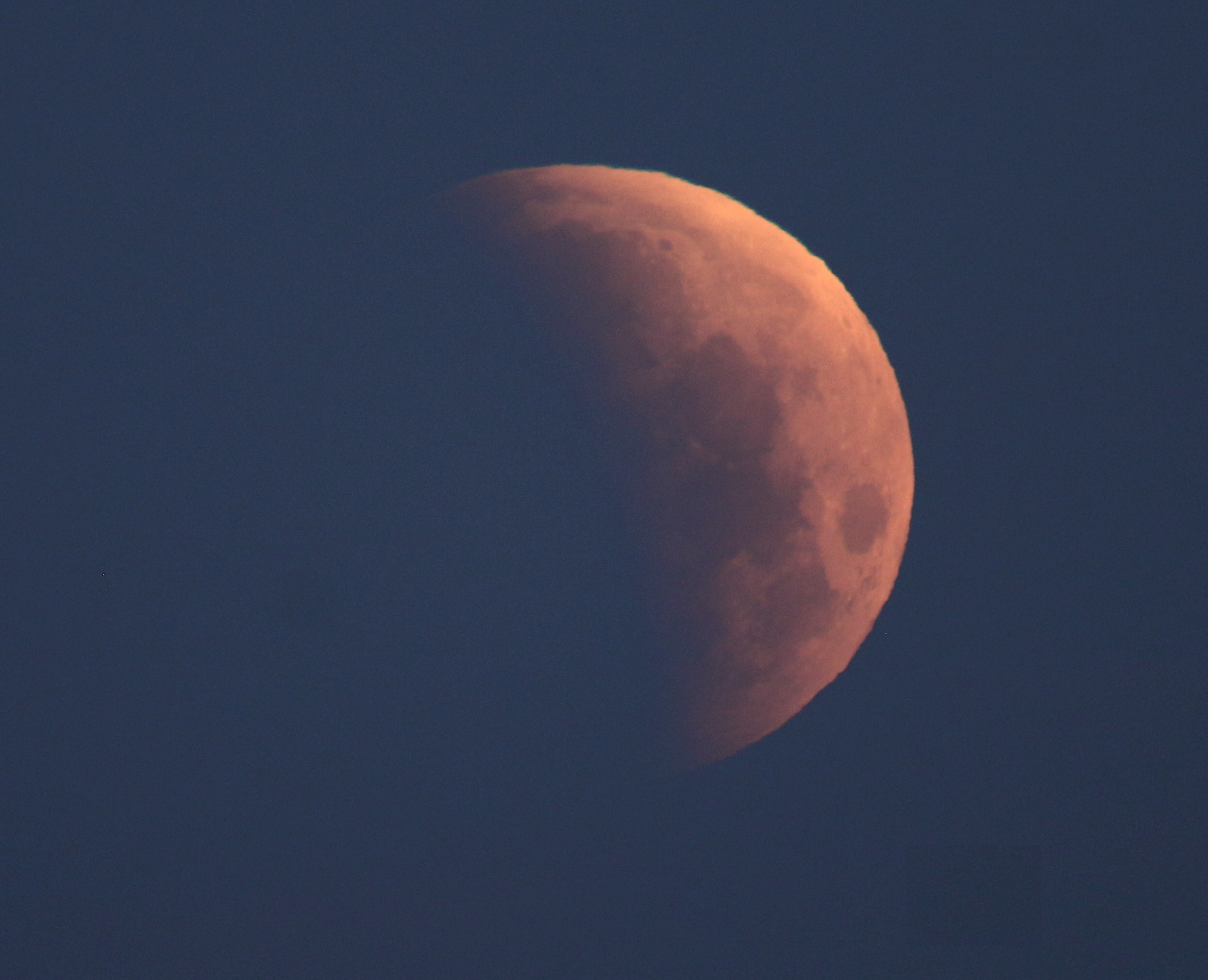
Minneapolis, Minnesota, 10:19 UTC
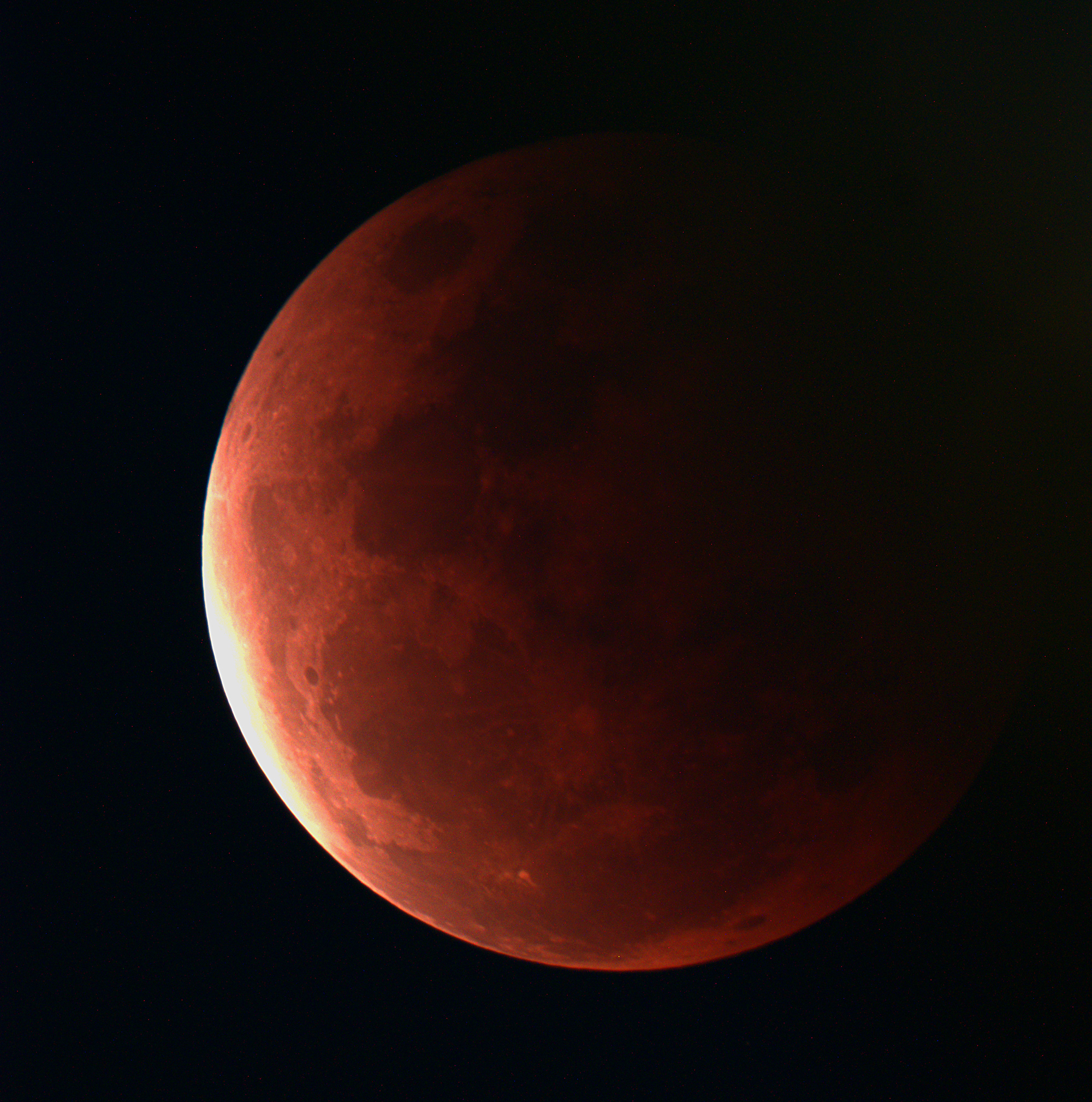
Taoyuan, Taiwán, 11:02 UTC
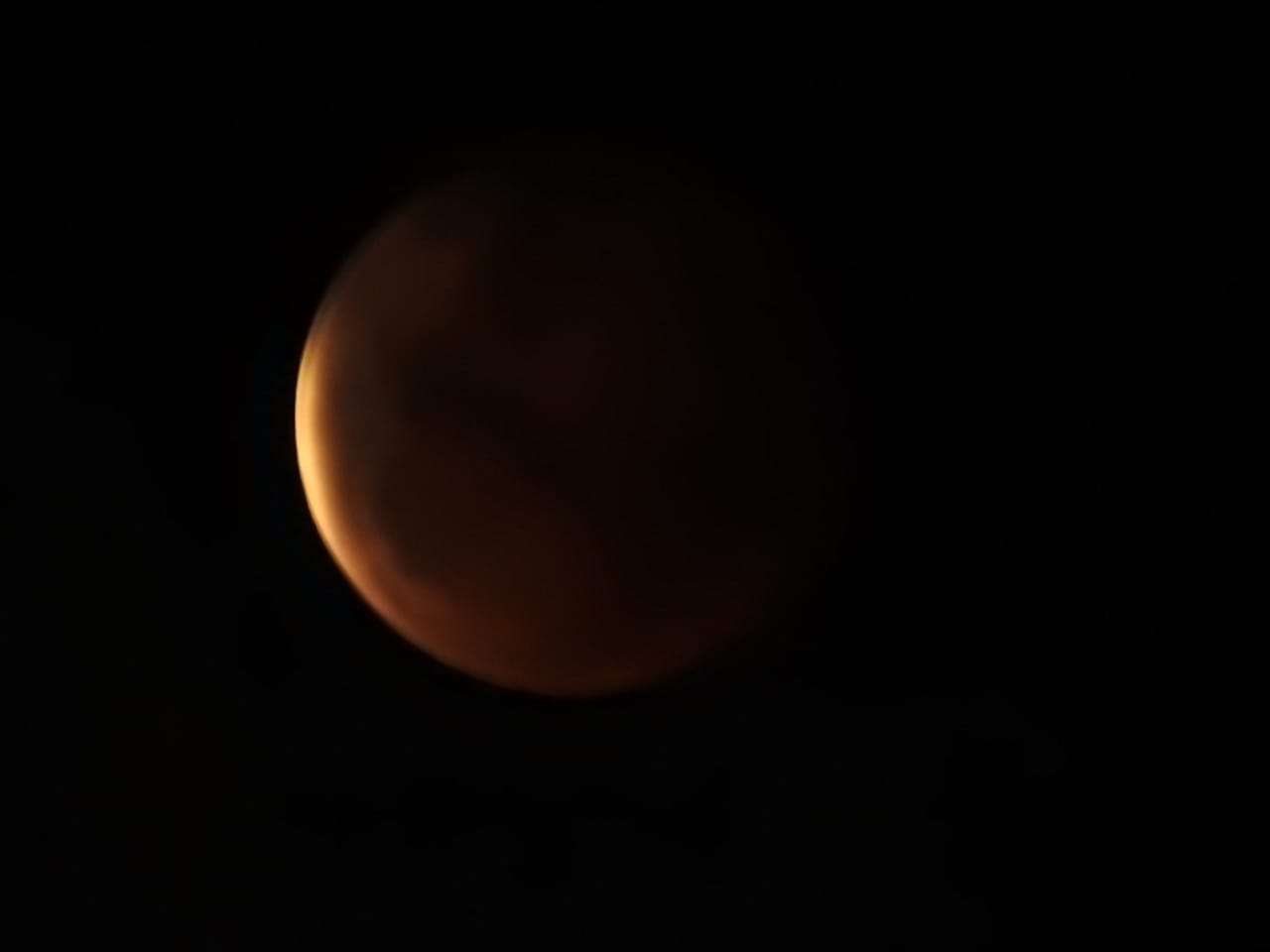
Banyuwangi, Indonesia, 11:03 UTC
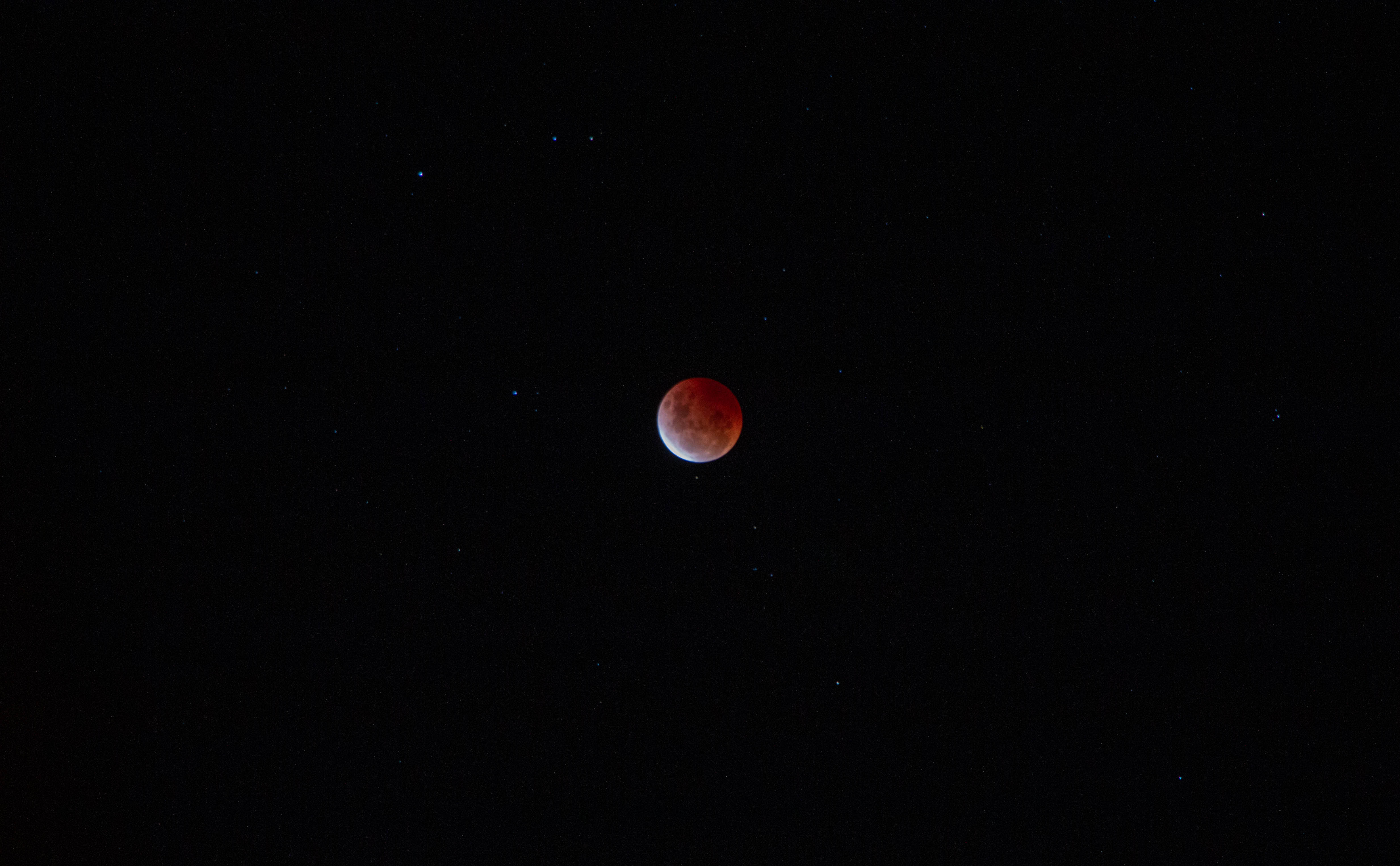
Canberra, Australia, 11:11 UTC
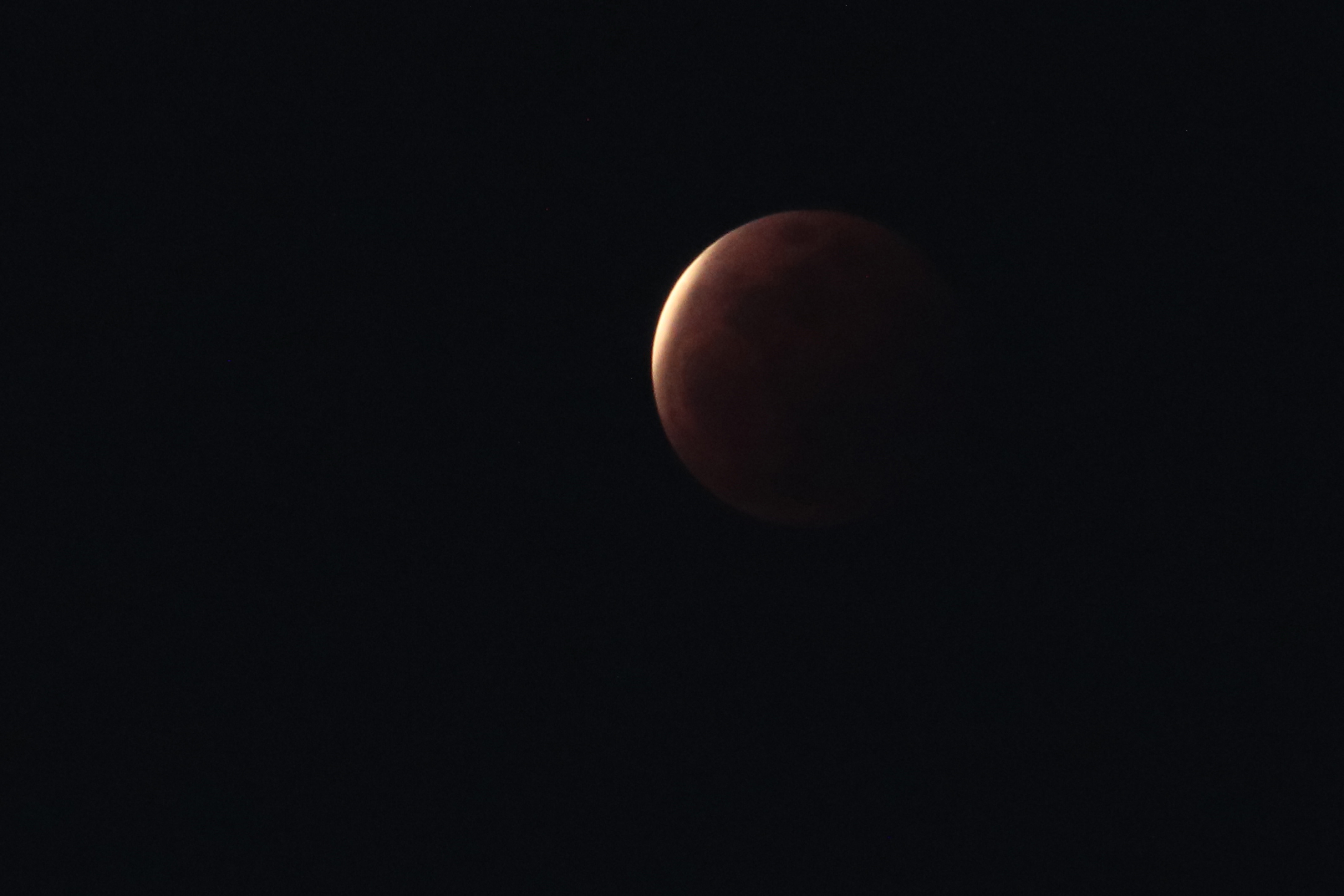
Manila, Filipinas, 11:13 UTC
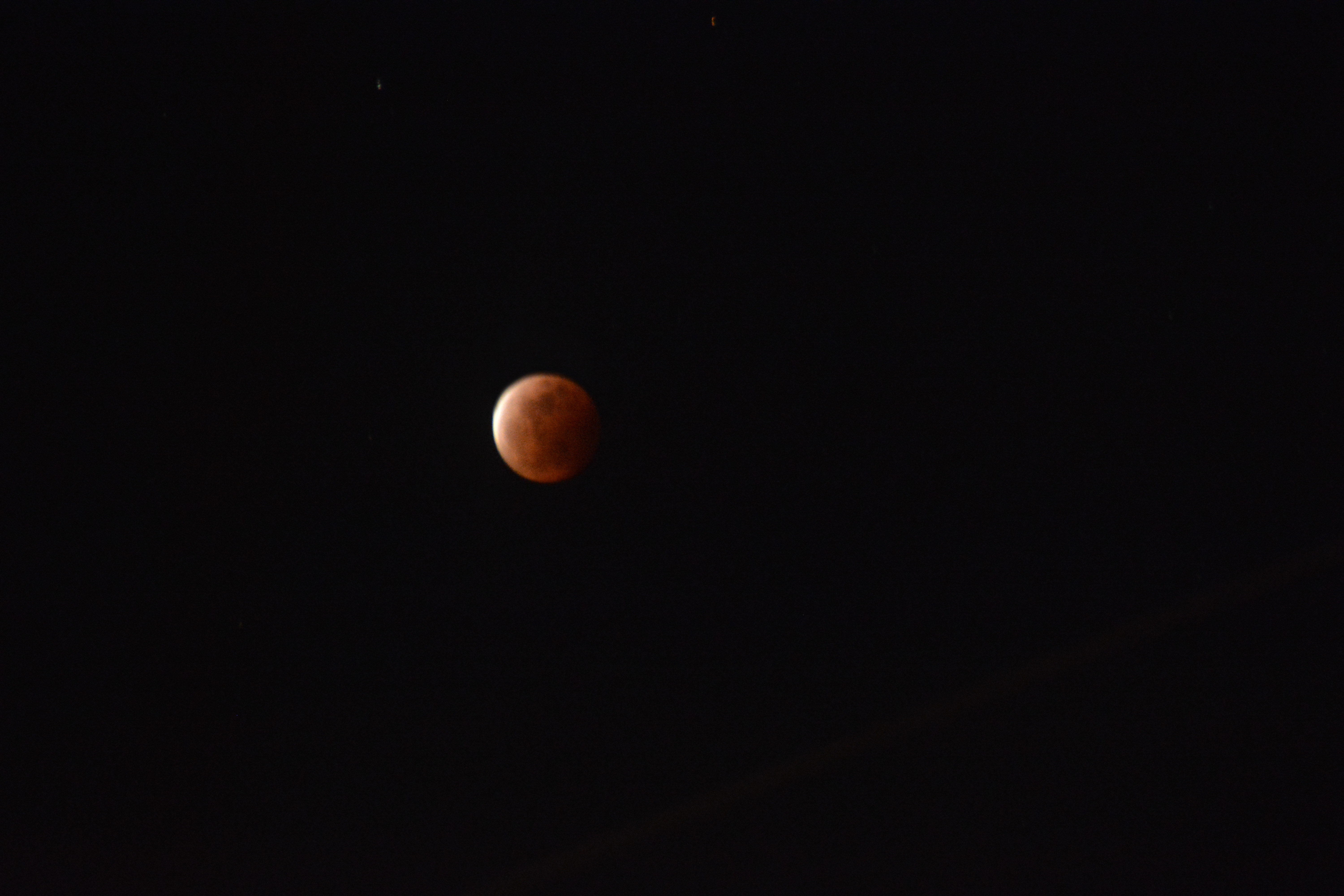
La Laguna, Filipinas, 11:15 UTC
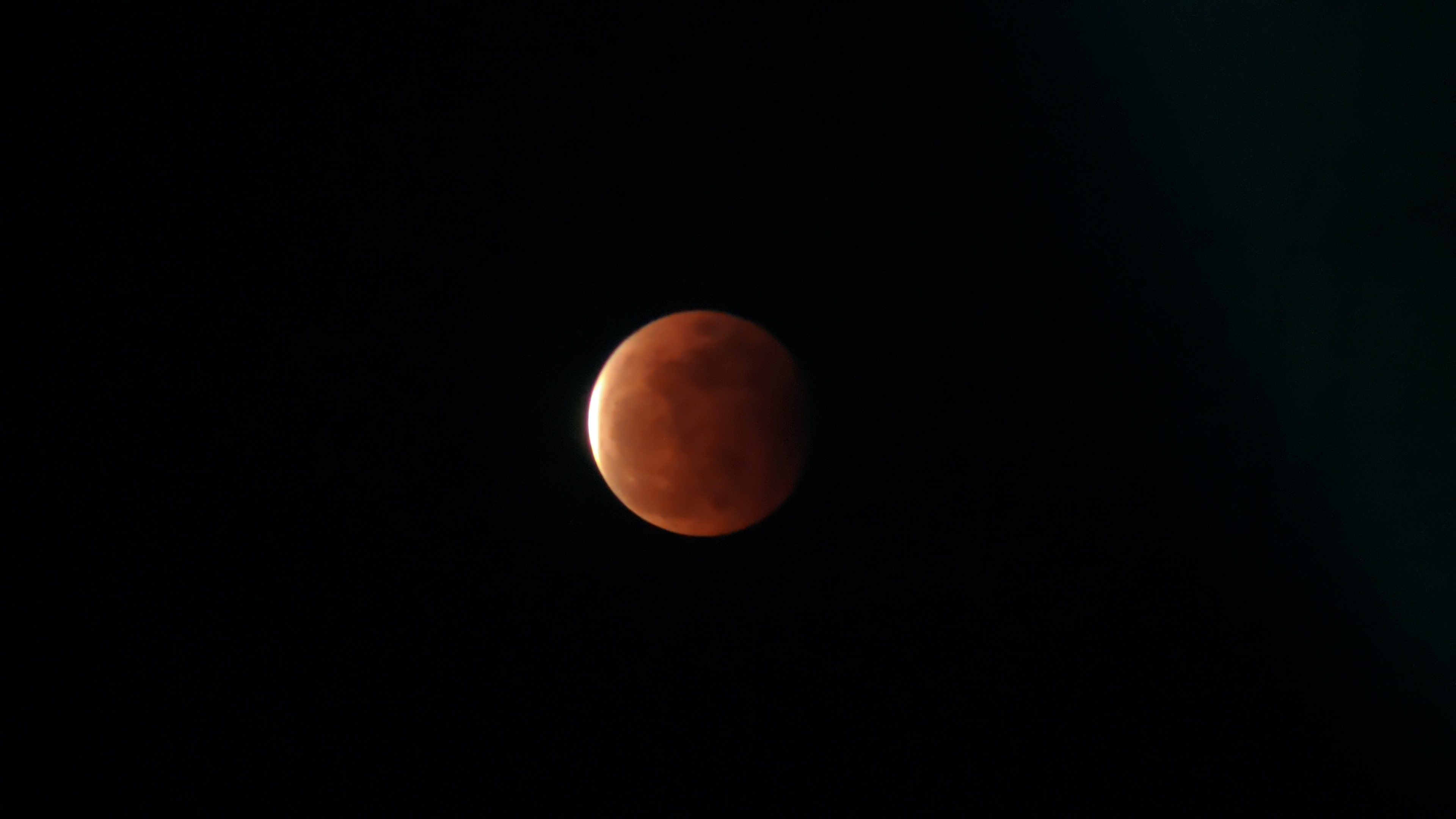
Tarlac, Filipinas, 11:32 UTC
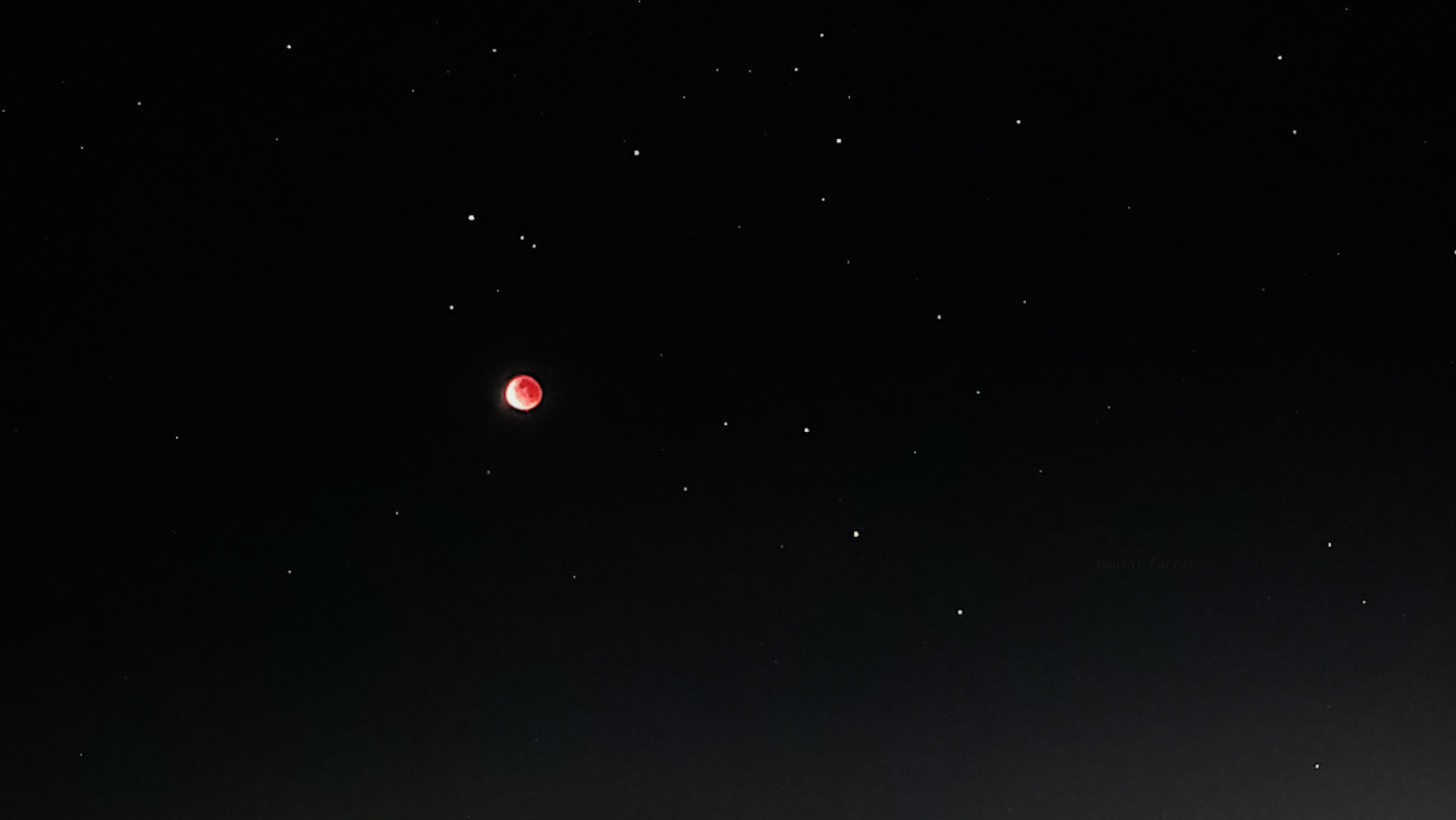
Kediri, Indonesia, 11:32 UTC
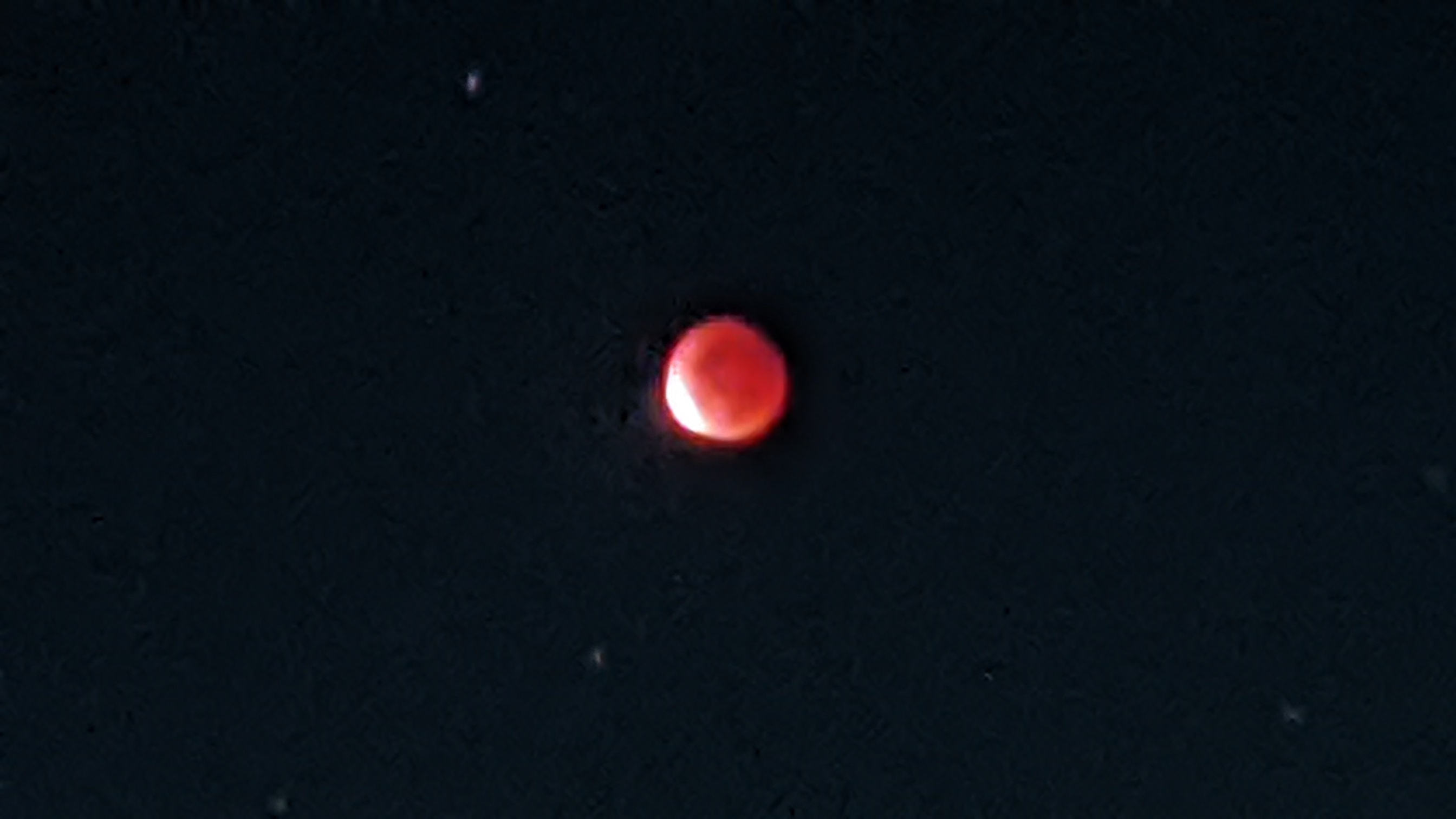
Magetan, Indonesia, 11:34 UTC
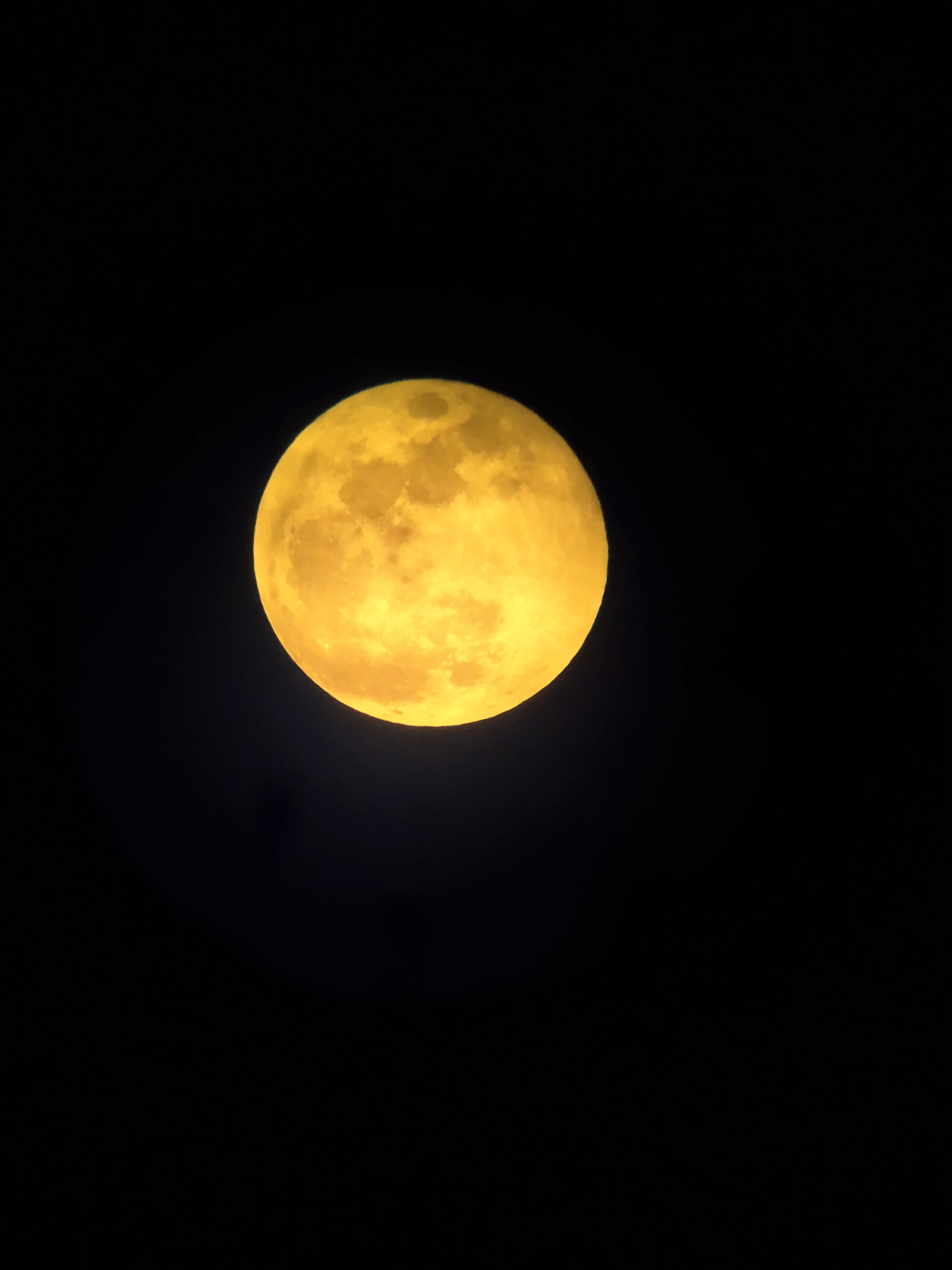
Chennai, India, 13:27 UTC

## Eclipses relacionados

### Serie del año lunar
| Conjuntos de series de eclipses lunares de 2020 a 2023 | Conjuntos de series de eclipses lunares de 2020 a 2023 | Conjuntos de series de eclipses lunares de 2020 a 2023 | Conjuntos de series de eclipses lunares de 2020 a 2023 | Conjuntos de series de eclipses lunares de 2020 a 2023 | Conjuntos de series de eclipses lunares de 2020 a 2023 | Conjuntos de series de eclipses lunares de 2020 a 2023 | Conjuntos de series de eclipses lunares de 2020 a 2023 | Conjuntos de series de eclipses lunares de 2020 a 2023 |
| ------------------------------------------------------ | ------------------------------------------------------ | ------------------------------------------------------ | ------------------------------------------------------ | ------------------------------------------------------ | ------------------------------------------------------ | ------------------------------------------------------ | ------------------------------------------------------ | ------------------------------------------------------ |
| Nodo descendente                                       | Nodo descendente                                       | Nodo descendente                                       | Nodo descendente                                       |                                                        | Nodo ascendente                                        | Nodo ascendente                                        | Nodo ascendente                                        | Nodo ascendente                                        |
| Saros                                                  | Fecha                                                  | Tipo                                                   | Gamma                                                  | Saros                                                  | Fecha                                                  | Tipo                                                   | Gamma                                                  |                                                        |
| 111                                                    | 5 de junio de 2020                                     | Penumbral                                              | 1.24063                                                | 116                                                    | 30 de noviembre de 2020                                | Penumbral                                              | -1.13094                                               |                                                        |
| 121                                                    | 26 de mayo de 2021                                     | Total                                                  | 0.47741                                                | 126                                                    | 19 de noviembre de 2021                                | Parcial                                                | -0.45525                                               |                                                        |
| 131                                                    | 16 de mayo de 2022                                     | Total                                                  | -0.25324                                               | 136                                                    | 8 de noviembre de 2022                                 | Total                                                  | 0.25703                                                |                                                        |
| 141                                                    | 5 de mayo de 2023                                      | Penumbral                                              | -1.03495                                               | 146                                                    | 28 de octubre de 2023                                  | Parcial                                                | 0.94716                                                |                                                        |
|                                                        |                                                        |                                                        |                                                        |                                                        |                                                        |                                                        |                                                        |                                                        |
| Último conjunto                                        | 5 de julio de 2020                                     | 5 de julio de 2020                                     | 5 de julio de 2020                                     | Último conjunto                                        | Eclipse lunar de enero de 2020                         | Eclipse lunar de enero de 2020                         | Eclipse lunar de enero de 2020                         |                                                        |
|                                                        |                                                        |                                                        |                                                        |                                                        |                                                        |                                                        |                                                        |                                                        |
| Siguiente conjunto                                     | 25 de marzo de 2024                                    | 25 de marzo de 2024                                    | 25 de marzo de 2024                                    | Siguiente conjunto                                     | 18 de septiembre de 2024                               | 18 de septiembre de 2024                               | 18 de septiembre de 2024                               |                                                        |